# بيلي سيمبسون
بيلي سيمبسون (بالإنجليزية: Billy Simpson)‏ (1 يناير 1878 بسندرلاند في المملكة المتحدة - 1 يناير 1962) هو لاعب كرة قدم بريطاني (وحمل سابقاً جنسية المملكة المتحدة لبريطانيا العظمى وأيرلندا) في مركز الهجوم. لعب مع نادي سندرلاند ولينكولن سيتي أف سي.